# Nothobomolochus neomediterraneus
Nothobomolochus neomediterraneus is een eenoogkreeftjessoort uit de familie van de Bomolochidae. De wetenschappelijke naam van de soort is voor het eerst geldig gepubliceerd in 2011 door El-Rashidy & Boxshall.